# Condado de Ontonagon
O Condado de Ontonagon é um dos 88 condados do estado americano de Michigan. A sede do condado é Ontonagon, e sua maior cidade é Ontonagon.
O condado possui uma área de 9 690 km² (dos quais 6 293 km² estão cobertos por água), uma população de 7 818 habitantes, e uma densidade populacional de 2 hab/km² (segundo o censo nacional de 2000). O condado foi fundado em 1843. É o condado menos populososo do Estado.